# Taiwo Awoniyi
Taiwo Michael Awoniyi (* 12. August 1997 in Ilorin) ist ein nigerianischer Fußballspieler. Der Stürmer steht seit dem 1. Juli 2022 bei Nottingham Forest in der englischen Premier League unter Vertrag. Seit 2021 spielt er zudem für die nigerianische Fußballnationalmannschaft.

## Karriere

### Vereine
Awoniyi begann in der Schule mit dem Fußballspielen und wurde später in die Kwara Football Academy aufgenommen. Anschließend ging er nach Lagos in die Imperial Soccer Academy.
Am 31. August 2015 wurde er vom FC Liverpool verpflichtet und bis zum Ende der Saison 2015/16 mit Option auf eine weitere Spielzeit in die 2. Bundesliga an den FSV Frankfurt ausgeliehen. Insgesamt kam Awoniyi für den FSV auf 13 Zweitligaeinsätze (ein Tor) sowie zu einem Einsatz im DFB-Pokal (kein Tor). Ende August 2016 wechselte Awoniyi auf Leihbasis in die niederländische Eredivisie zu NEC Nijmegen. Es folgten weitere Leihgeschäfte mit den belgischen Erstligisten Royal Excel Mouscron (Saison 2017/18), KAA Gent (Juli 2017 bis Januar 2018) und wieder Royal Excel Mouscron für die Rückrunde der Saison 2018/19. 
Im August 2019 wurde der Stürmer für eine Saison an den Bundesligisten 1. FSV Mainz 05 verliehen. Unter Sandro Schwarz und dessen Nachfolger Achim Beierlorzer war Awoniyi Ergänzungsspieler und kam auf 12 Bundesligaeinsätze (5-mal von Beginn), in denen er ein Tor erzielte. Bei seinem letzten Einsatz am 31. Spieltag zog er sich eine schwere Gehirnerschütterung zu und fiel bis zum Saisonende aus. Nach dem Auslaufen seiner Leihe stand Awoniyi ab dem 1. Juli 2020 zunächst wieder beim FC Liverpool unter Vertrag, verfügte aber wie schon zuvor über keine Arbeitserlaubnis.
Im September 2020 wurde er erneut in die Bundesliga, diesmal an den 1. FC Union Berlin, ausgeliehen. In der Saison 2020/21 kam der Stürmer unter Urs Fischer 21-mal in der Liga zum Einsatz. Awoniyi stand dabei 16-mal in der Startelf und erzielte 5 Tore. Zur Saison 2021/22 wurde der 24-Jährige fest verpflichtet. In der Fußball-Bundesliga 2021/22 erzielte der Angreifer fünfzehn Ligatreffer für den Tabellenfünften und wurde damit sechstbester Torschütze der Liga.
Am 25. Juni 2022 gab der Erstligaaufsteiger Nottingham Forest die Verpflichtung Taiwo Awoniyis bekannt. In Nottingham erhielt der Stürmer einen Fünfjahresvertrag und wechselte für die vereinsinterne Rekordablöse von 17 Millionen Pfund. In der neuen Spielklasse kam er zunächst nicht wie erhofft zurecht und verlor zwischenzeitlich seinen Stammplatz. Zudem fiel er ab Januar 2023 verletzungsbedingt für drei Monate aus. Nach seiner Rückkehr steigerte er seine Leistungen deutlich und erzielte in den letzten vier Saisonspielen sechs Tore, was großen Einfluss auf den Klassenerhalt seiner Mannschaft in der Premier League 2022/23 hatte. 

### Nationalmannschaft
Awoniyi begann seine Nationalmannschaftskarriere in der nigerianischen U15-Auswahl. Später rückte er in die U17-Nationalmannschaft auf, für die er in insgesamt acht Spielen vier Tore erzielte, allein sieben Spiele und vier Tore bei der vom 17. Oktober bis 8. November 2013 in den Vereinigten Arabischen Emiraten ausgetragenen U-17-Weltmeisterschaft, die er mit seiner Mannschaft als Titelsieger beendete.
Im März 2015 gewann Awoniyi mit der U20-Auswahl die Afrikameisterschaft und nahm mit ihr an der Weltmeisterschaft in Neuseeland teil, bei der er in vier Spielen zwei Tore erzielte. Im Dezember 2015 gewann er mit der nigerianischen U23-Nationalmannschaft die Afrikameisterschaft. Bei der U23-Afrikameisterschaft 2019 schied Awoniyi mit seinem Team in der Vorrunde aus. Awoniyi schoss das einzige Tor seines Teams im Turnier bei der 1:3-Niederlage gegen Sambia.
Awoniyi wurde für die beiden Länderspiele der A-Nationalmannschaft Nigerias im Oktober 2021 gegen die Zentralafrikanische Republik nachnominiert und am 7. Oktober in der 46. Spielminute für Kelechi Iheanacho beim Stand von 0:0 eingewechselt. Nigeria verlor das Spiel mit 0:1.

## Erfolge
Nationalmannschaft
- U17-Weltmeister 2013
- U20-Afrikameister 2015
- U23-Afrikameister 2015